# Голіцин Микола Борисович
Голіцин Микола Борисович (нар. 8 (19) грудня 1794, Москва — 22 жовтня (3 листопада) 1866, Богородське Новооскольського повіту Курської губернії) — князь, офіцер. Учасник Франко-російської війни 1812 року, закордонних походів російської армії, кримської війни. Меценат, літератор, музичний критик, музикант. Один із засновників російської школи гри на віолончелі. Один з членів Петербурзького філармонічного товариства і Товариства любителів музики. За своє життя князь дав близько 400 благодійних концертів. Творчість Голіцина високо цінували М. І. Глінка і О. С. Даргомижський.

## Біографія
Закінчив Корпус пажів у 1810 році. Учасник Франко-російської війни 1812, ординарець Багратіона, прославився хоробрістю в боях під Смоленськом, Бородіно, Тарутином, Малоярославцем, Вязьмою, нагороджений за хоробрість Золотою шпагою. З 1826 року Микола Борисович служив на Кавказі де подружився з Олександром Грибоєдовим. У 1832—1835 роках Голіцин — чиновник міністерства фінансів. Після відставки, з 1835 року жив у Богородському, яке викупила для нього його сестра, Потьомкіна Тетяна Борисівна, займався музичною і літературною діяльністю.
Микола Борисович пропагував творчість Бетховена в Росії, листувався з Бетховеном з 1822 по 1827 рік, аж до смерті композитора. Великий композитор присвятив Голіцину три струнних квартети, на замовлення Голіцина Бетховен написав увертюру «Освячення дому». У Росії за ініціативою Голіцина вперше прозвучала «Урочиста меса» Бетховена (за двадцять років до виконання її на батьківщині композитора). Голіцин був знайомий також з Шопеном. Свій полонез присвятив йому Огіньський.

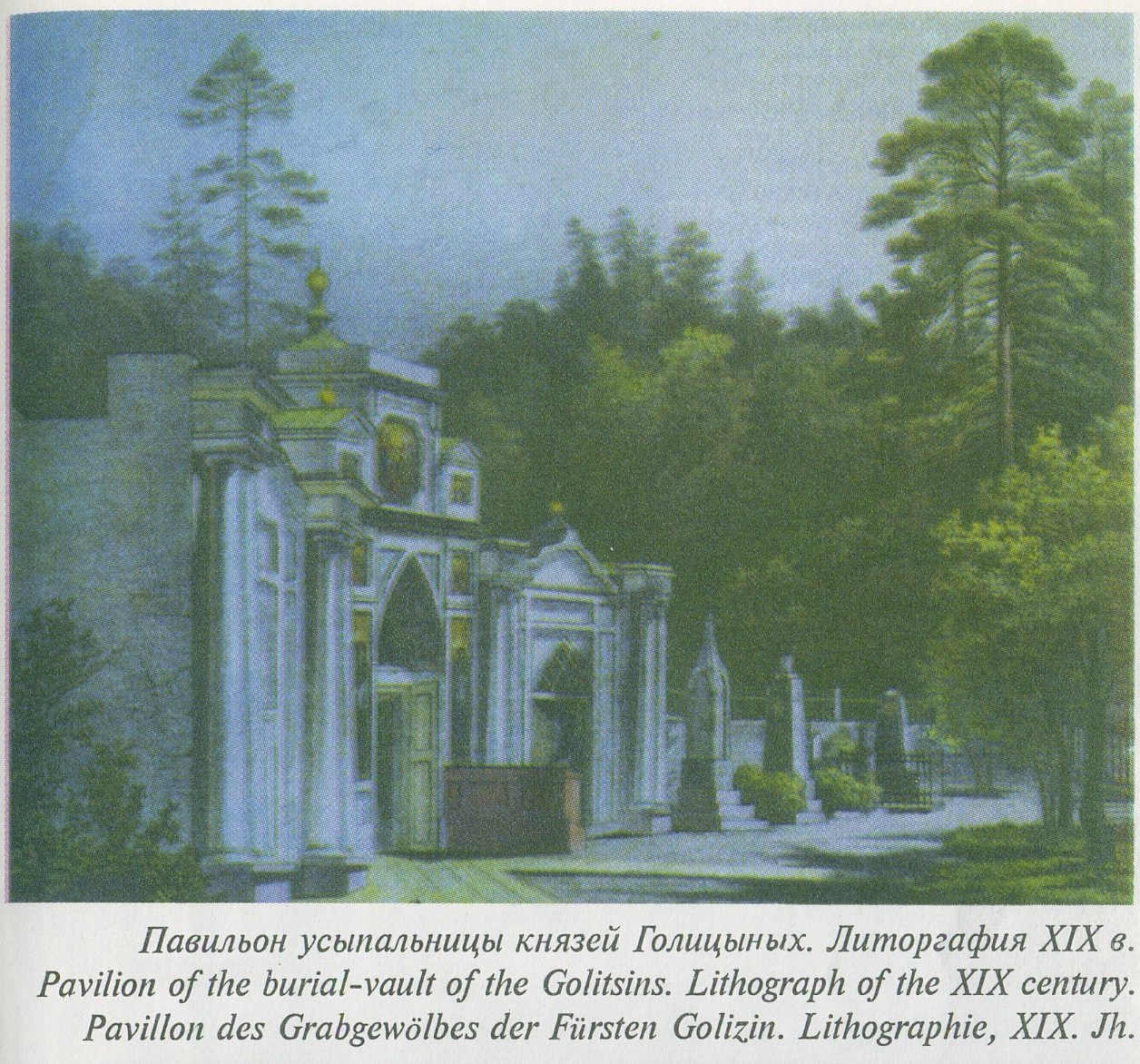
Павільйон усипальниці князів Голіциних. Літографія XIX століття.

Був у дружних стосунках з Олександром Сергійовичем Пушкіним. Поет вважав, що саме князь найкраще перекладає французькою мовою його твори. Восени 1836 року в Артеку (маєтку сестри Т. Б. Потьомкіної) Голіцин переклав французькою мовою «Бахчисарайський фонтан». Перекладав французькою вірші Івана Козлова і Миколи Язикова.

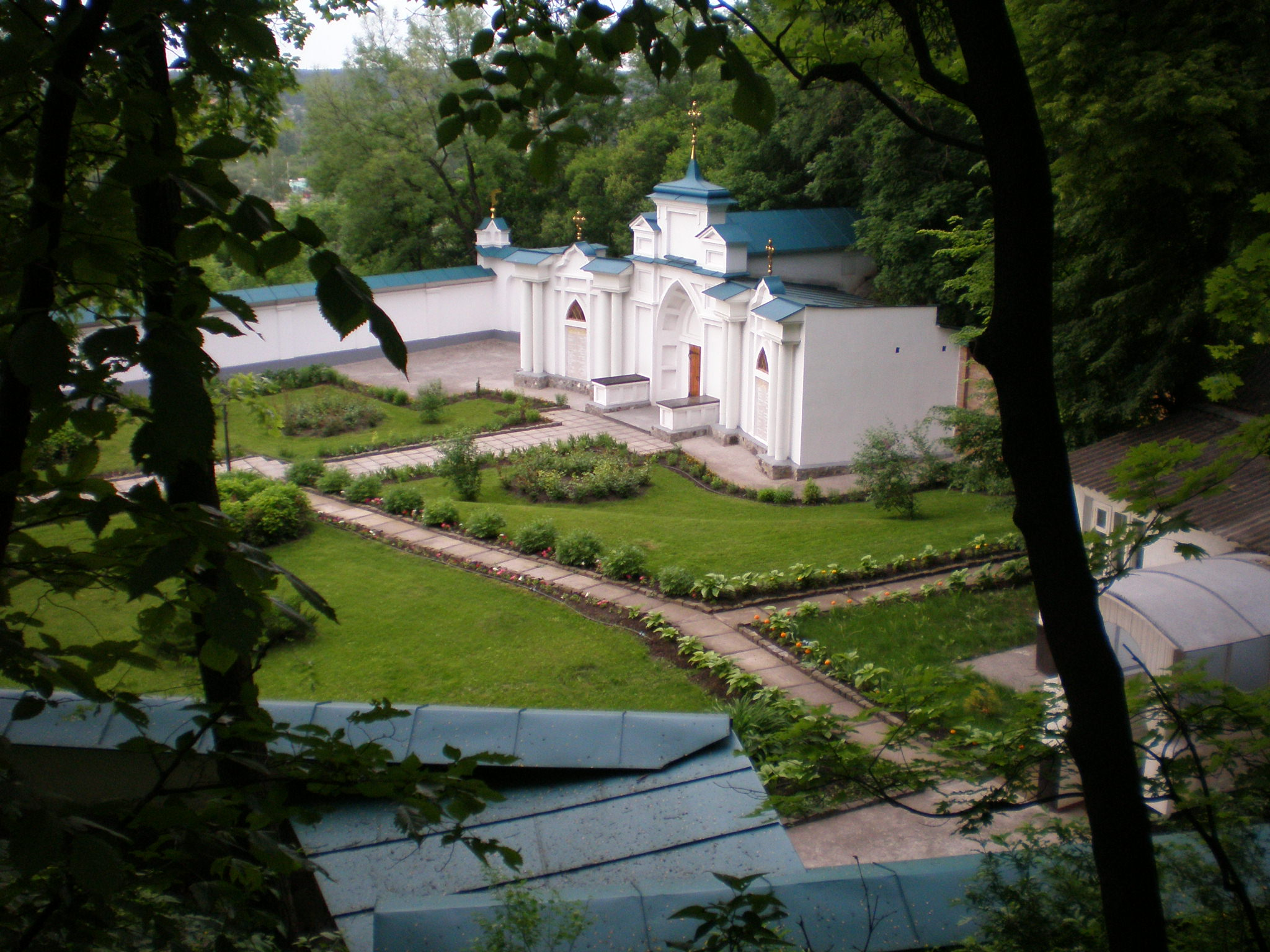
Сучасний вигляд усипальниці Голіциних при церкві преподобних Антонія і Феодосія Свято-Успенської Святогірської лаври

У 1855 році під час Кримської війни зібрав з селян села Богородське загін добровольців, що отримав назву Новооскольської 45-ї дружини, очолив її і взяв участь в обороні Севастополя (з ним у боях брали участь син і онук).
У 1858 році в Берліні, Парижі, Лондоні опублікована праця М. Б. Голіцина «Про можливе з'єднанні Російської церкви з Західною без зміни обрядів православного богослужіння», що було причиною домашнього арешту князя. Завдяки громадській думці і клопотанням друзів і родичів покарання скасували, але негласне спостереження залишилося. 
Восени 1866 року Микола Борисович Голіцин серйозно застудився, однак хорошого лікаря в околицях Богородського не знайшли і князь Голіцин помер 22 жовтня (4 листопада). Похований у Святогірській усипальниці при церкві преподобних Антонія і Феодосія Свято-Успенської Святогірської лаври.
Автор мемуарів.

## Нагороди
За мужність у боях під час Франко-російської війни 1812 р. Микола Борисович Голіцин був нагороджений:
- Золотою шпагою «За хоробрість»
- Орденом Святої Анни IV ступеня
- Орденом Святого Володимира IV ступеня